# Atalantycha neglectus
Atalantycha neglectus là một loài bọ cánh cứng trong họ Cantharidae. Loài này được Fall miêu tả khoa học năm 1919.